# ريتشارد جونسون
ريتشارد جونسون (بالإنجليزية: Richard Johnson)‏ مواليد 30 يوليو 1927 في إسكس، إنجلترا، المملكة المتحدة - الوفاة 5 يونيو 2015 في لندن، إنجلترا، المملكة المتحدة، هو ممثل إنجليزي بدأ مسيرته الفنية عام 1950.

## الأعمال
- خرطوم
- لارا كروفت: تومب رايدر
- الصبي في البيجامة المخططة

## وصلات خارجية
- ريتشارد جونسون على موقع IMDb (الإنجليزية)
- ريتشارد جونسون على موقع روتن توميتوز (الإنجليزية)
- ريتشارد جونسون على موقع ألو سيني (الفرنسية)
- ريتشارد جونسون على موقع ميوزك برينز (الإنجليزية)
- ريتشارد جونسون على موقع أول موفي (الإنجليزية)
- ريتشارد جونسون على موقع قاعدة بيانات برودواي على الإنترنت (الإنجليزية)
- ريتشارد جونسون على موقع قاعدة بيانات الأفلام السويدية (السويدية)
- ريتشارد جونسون على موقع إن إن دي بي (الإنجليزية)
- ريتشارد جونسون على موقع ديسكوغز (الإنجليزية)
- ريتشارد جونسون على موقع قاعدة بيانات الفيلم (الإنجليزية)